# Mário de Andrade Ramos
Mário de Andrade Ramos (Rio de Janeiro, 28 de maio de 1879 – Rio de Janeiro, 1 de novembro de 1951) foi um político brasileiro.
Filho de Enéias Oscar de Farias Ramos e de Francisca do Carmo de Andrade Ramos.
Em 1904 diplomou-se em engenharia e ciências físicas pela Escola Politécnica do Rio de Janeiro.
Em 1947 foi eleito senador pelo Distrito Federal, encerrando seu mandato em 1951.